# كيفن بيج
كيفن بيج هو موظف مدني كندي، ولد في 1957 في ثاندر باي في كندا.